# 15-Satz
In der Mathematik ist der 15-Satz ein von John Horton Conway und William Schneeberger bewiesener Lehrsatz über die Darstellbarkeit natürlicher Zahlen durch quadratische Formen. Er verallgemeinert den Satz von Lagrange, demzufolge jede natürliche Zahl als Summe von vier Quadratzahlen zerlegt werden kann.

## Aussage
Wenn eine positiv definite quadratische Form eine Matrixdarstellung hat, deren Einträge alle ganzzahlig sind, und wenn die Form selbst alle Werte von 1 bis 15 annimmt, dann kann die Form alle positiven ganzen Zahlen als Werte annehmen. (Man nennt die Form dann universell.)
Eine stärkere Version des Satzes besagt, dass die Form bereits universell ist, wenn sie die neun Werte 1, 2, 3, 5, 6, 7, 10, 14 und 15 annimmt (Folge A030050 in OEIS). In dieser Formulierung ist der Satz scharf: keiner der neun Werte kann aus der Liste entfernt werden, da man stets eine quadratische Form angeben kann, die jede ganze Zahl bis auf eine einzelne Zahl der Liste annimmt.

## Geschichte
Ein Vorläufer des 15-Satzes ist der Vier-Quadrate-Satz, der 1621 von Bachet vermutet und 1770 von Lagrange bewiesen wurde.
Als Verallgemeinerung des Satzes von Lagrange bewiesen Conway und Schneeberger 1993 den 15-Satz.
Der Beweis von Conway und Schneeberger wurde nie veröffentlicht. Manjul Bhargava fand 2000 einen einfacheren Beweis und gab alle 204 universellen Formen an.

## Beispiele
- Die quadratische Form {\displaystyle a^{2}+2b^{2}+5c^{2}+5d^{2}} erzeugt alle positiven ganzen Zahlen mit Ausnahme der 15.
- Es lässt sich leicht überprüfen, dass die quadratische Form {\displaystyle a^{2}+b^{2}+c^{2}+d^{2}} alle positiven ganzen Zahlen bis einschließlich 15 erzeugt. Nach dem 15-Satz ist also jede Zahl von dieser Form, das heißt der 15-Satz impliziert den Satz von Lagrange. Man erhält auf diese Weise allerdings keinen neuen Beweis des Satzes von Lagrange, da dieser in den Beweis des 15-Satzes eingeht.

## Weitere Sätze
Manjul Bhargava formulierte analog auch folgende Sätze:

### 290-Theorem
Gegeben sei eine positiv definite quadratische Form, die bei ganzzahligen Eingaben immer ganzzahlige Werte zurückgibt (das ist eine schwächere Bedingung als eine ganzzahlige Matrix zu besitzen).
Wenn eine solche Form alle Werte von 1 bis 290 erzeugt, dann auch alle Werte über 290.
Die Aussage kann verschärft werden auf eine Menge von 29 Zahlen, die von der quadratischen Form erzeugt werden müssen, die sogenannten kritischen Ganzzahlen:
1, 2, 3, 5, 6, 7, 10, 13, 14, 15, 17, 19, 21, 22, 23, 26, 29, 30, 31, 34, 35, 37, 42, 58, 93, 110, 145, 203, 290. (Folge A030051 in OEIS)

### 33-Theorem
Eine positiv definite quadratische Form mit ganzzahliger Matrixdarstellung, die diese 7 ungeraden Werte bis zur 33 erzeugt, ist in der Lage, alle ungeraden Zahlen zu erzeugen.
Menge der kritischen Ganzzahlen: 1, 3, 5, 7, 11, 15, 33. (Folge A116582 in OEIS)

### 73-Theorem
Eine positiv definite quadratische Form mit ganzzahliger Matrixdarstellung, die folgende 17 Primzahlen
2, 3, 5, 7, 11, 13, 17, 19, 23, 29, 31, 37, 41, 43, 47, 67, 73. (Folge A154363 in OEIS)
erzeugt, kann alle Primzahlen erzeugen.